# Динка (машина)
Вижте пояснителната страница за други значения на Динка.
Динката е водна люпилня на ориз. Използват се в Пазарджишко до началото на XX век, когато са заменени с фабрики, а в Кочериново до 1940-те години.
Най-често се състои от два кутела и два чука. Кутлите са от камък, които са стеснени от вътрешна страна към дъната и имат полегати страни. Чуковете са четиристенни и стеснени на върховете. Задвижват се от водно колело, както при самокова за добиване на желязо. На предния край на пастуха – дървената дръжка – е прикрепен с желязна връзка камъкът, а задният край е закачен с допълнително приковано дърво, за да не се износва при постоянни удари на палеца от водната ос.
Динки с повече чукове – ма̀лица, се използват до края на XIX век в Северозападна България за очукване на листа от смрадлика, които се използват в кожарството. В Южна България – за олющване на ориз.